# LogoFAIL
LogoFAIL — це вразливість у сфері безпеки та експлойт, що вражає прошивку материнських плат комп'ютера з TianoCore EDK II, включаючи модулі InsydeH2O від Insyde Software та подібний код у прошивках AMI і Phoenix, які часто зустрічаються як на Intel, так і на AMD материнських платах і дозволяють завантаження власних завантажувальних логотипів. Експлойт був виявлений у грудні 2023 року дослідниками з Binarly.

## Опис
Вразливість існує, коли середовище виконання драйверів (DXE) активне після успішного тесту при включенні (POST) у прошивці UEFI (також відомої як BIOS). На цьому етапі завантажувальний логотип UEFI замінюється на payload експлойту, і експлойт може взяти під контроль систему.

## Виправлення
Intel виправила проблему у версії 16.1.30.2307 для Intel Management Engine (ME) у грудні 2023 року. AMD вирішила проблему у версії AGESA 1.2.0.b, хоча деякі виробники материнських плат не включили виправлення у версії AGESA 1.2.0.c.

## Зовнішні посилання
- CVE-2023-40238
- Аналіз LogoFAIL від Binarly